# Ennui

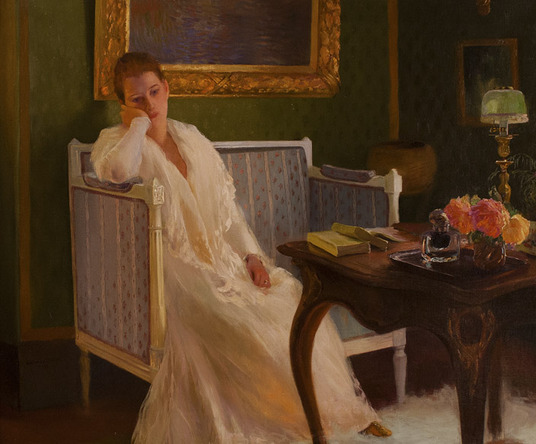
L'ennui : tableau du peintre et illustrateur français Gaston de La Touche

Dans l'usage habituel, l'ennui se présente sous la forme d'un état émotionnel ou psychologique vécu par une personne dont l'occupation quotidienne est dépourvue d’intérêt, voire monotone.
Cette sensation, généralement envahissante, souvent liée à une situation de désœuvrement peut quelquefois entraîner un état de détresse émotionnelle, telle que la tristesse. Mais elle peut aussi, de façon paradoxale, entraîner un désir de créativité, afin de combler cette sensation de vide et d'évacuer cette forme d'abattement.
Ce terme, quand il est écrit au pluriel, est également utilisé pour signifier une contrariété, voire une difficulté qui peuvent également révéler un certain degré de gravité. L'usage de l'expression courante : « avoir des (ou de gros) ennuis »  l'illustre d'ailleurs parfaitement.

## Définition
Selon le dictionnaire Larousse, le terme ennui, employé au singulier, est défini comme une « lassitude morale, impression de vide engendrant la mélancolie, produites par le désœuvrement, le manque d'intérêt, la monotonie [...] ». Employé au pluriel, ce terme est présenté comme un désagrément, un obstacle, voire « une contrariété passagère provoqués par une difficulté [...] ».
Selon le CNTRL, le mot ennui est défini, dans son sens moderne (et au singulier) comme un « sentiment de lassitude coïncidant avec une impression plus ou moins profonde de vide, d'inutilité qui ronge l'âme sans cause précise ou qui est inspiré par des considérations de caractère métaphysique ou moral [...] ».
Le nouveau dictionnaire de la langue française conçu et élaboré par le grammairien français Jean-Charles Laveaux, a été publié en 1828. L'ouvrage présente l'ennui comme une « langueur d'esprit » et définit le terme dans le sens d'un désintérêt jusqu'à en éprouver un malaise ou un dégoût qualifié d'« insupportable ».

## Étymologie
En français, le terme ennui est lié au verbe « ennuyer », lui-même dérivé du bas latin inodiāre, formé sur l’expression in odio esse : « être un objet de haine » du latin classique.

## Origine et formes de l'ennui

### L'inactivité, source principale?

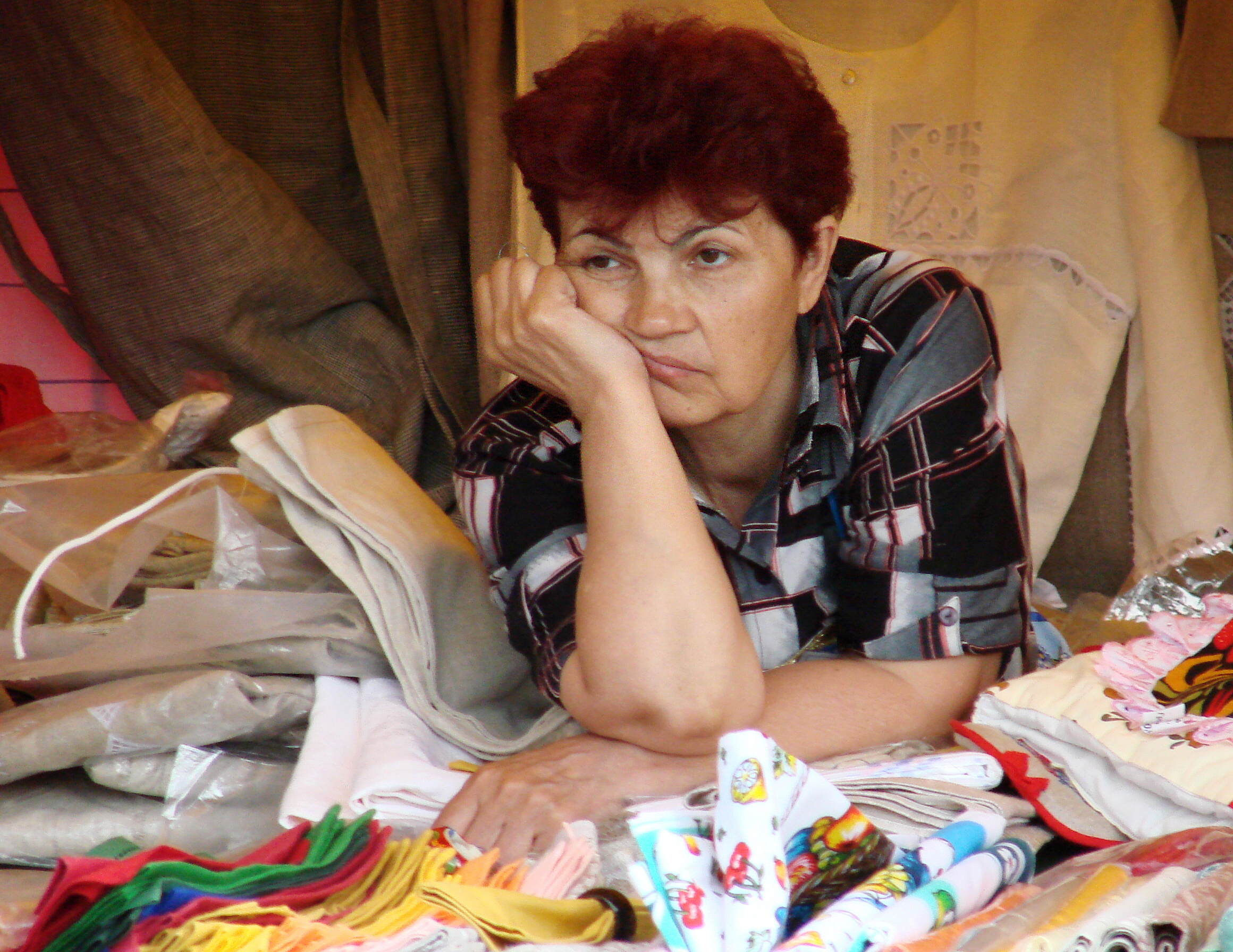
Cette vendeuse dans un magasin de souvenirs moscovite semble s'ennuyer en attendant le client

Dans les sociétés modernes, l'ennui, souvent associé au désœuvrement et à l'improductivité, est considéré comme un fléau. Il est souvent lié à des situations où l'individu n'a pas d'activité, notamment professionnelle. La retraite, période où le travailleur cesse d'exercer sa profession, est souvent décrite comme une période où l'ennui est ressenti comme le risque principal.
Selon le psychologue Camillo Zacchia, la personne se retrouvant dans cette situation doit consacrer du temps pour développer des intérêts et c'est « dans ces moments creux » que les personnes a priori désœuvrées découvrent les plaisirs de nouvelles activités. Au-delà de cet exemple, toutes les personnes retraitées ou pas qui subissent une période d'inactivité chercheront quelque chose à faire pour combler le vide.

### La captivité et l'isolement
Des détenus, mais aussi des spécialistes du milieu carcéral, reconnaissent que l'ennui est un des risques majeurs de la vie en prison. En 2018, une coordinatrice culturelle du service pénitentiaire d'insertion et de probation, a organisé des ateliers à la maison d'arrêt de Villepinte, afin de lutter contre ce qu'elle nomme « l'ennui profond en détention ». Chaque année, cette spécialiste organise plus d'une vingtaine d'activités culturelles ou de loisirs destinées aux détenus afin de lutter contre leur désœuvrement.

### Les différentes catégories de l'ennui
En 2006, Thomas Goetz et Anne Frenzel, chercheurs en psychologie de l'université allemande de Constance ont classé l’ennui en cinq catégories : quatre étaient déjà connues précédemment, la dernière étant présentée comme une nouveauté.
1. L’ennui indifférent : état dont le ressenti est plutôt positif, basé sur une totale indifférence au monde extérieur accompagné d'une certaine béatitude.
2. L’ennui de calibrage : état dont le ressenti est plutôt négatif, basé sur un certain désœuvrement, mais sans que la personne, pourtant moins indifférente à son environnement que l'état précédent, cherche à lutter activement contre cet état.
3. L’ennui de recherche : état dont le ressenti est nettement plus négatif, car la personne concernée recherche activement une activité à accomplir afin de s’extraire de son sentiment d'ennui.
4. L’ennui réactif : état dont le ressenti est considéré comme le plus négatif ; la personne concernée cherche à sortir de sa situation d’ennui, considérée comme très déplaisante, de façon assez désespérée.
5. L’ennui apathique : état dont le ressenti, là aussi considéré comme extrêmement négatif, s'allie avec une certaine forme d'indifférence mais sans que la personne ne ressente aucune satisfaction. Elle ne sait que faire et elle ne parvient pas à lutter contre son ennui. Cette nouvelle catégorie, plus aiguë, peut être un des symptômes d'une dépression majeure[10].

Selon cette étude, l'état que produit l'ennui n'est pas nécessairement négatif et peut même précéder un important processus créatif. Cependant, selon l'état psychologique de la personne concernée, l'ennui peut être vécu comme une véritable souffrance.

## Philosophie de l'ennui

### Visions de l'ennui à travers les époques et les auteurs
Avant le XXe siècle

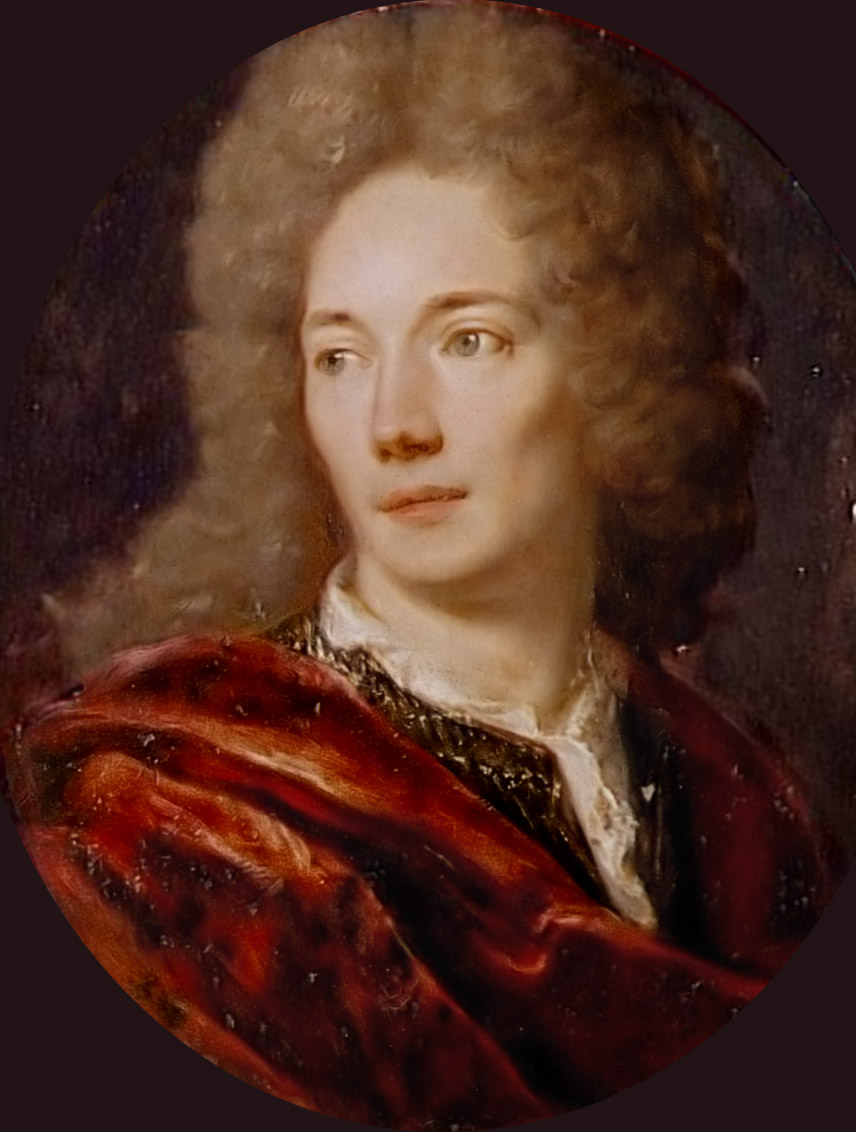
Jean de La Bruyère

Le moraliste français Jean de La Bruyère, auteur du texte Les Caractères, donne une représentation de l'ennui dans son chapitre XII, De l'Homme au travers de ce passage
« L'ennui est entré dans le monde par la paresse, elle a beaucoup de part dans la recherche que font les hommes des plaisirs, du jeu, de la société; celui qui aime le travail a assez de soi-même. »
Son propos associe clairement l'ennui à l'oisiveté, sentiment partagé par de nombreux auteurs, moralistes et philosophes tout au long des XVIIe siècle, XVIIIe siècle, voire du XIXe siècle et du  XXe siècle, même si l'argument s'est fortement nuancé au cours du temps.

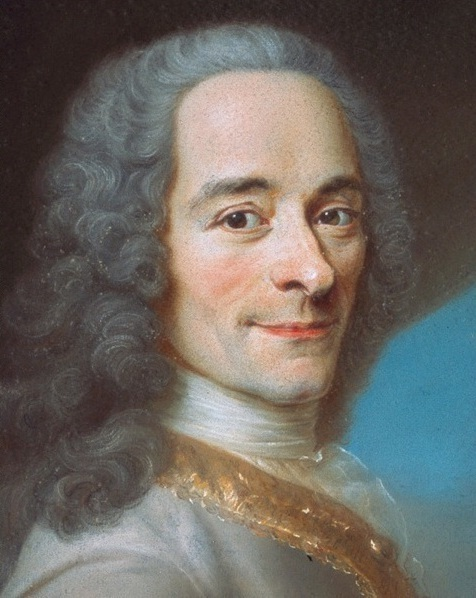
Voltaire

L'écrivain et philosophe Voltaire écrit, d'ailleurs dans le même sens que son aîné, dans la conclusion de son livre Candide ou l'optimiste : 
« Le travail éloigne de nous trois grands maux : l'ennui, le vice et le besoin »
Il y associe, là encore, le vice et l'ennui. Seul le travail reste salutaire pour éloigner l'homme de bien de ces états considérés comme contraires à la morale.

Durant la même période, l'Encyclopédie de Diderot et D'Alembert publiée en 1751 définit l'ennui en ces termes : 
« espèce de déplaisir qu’on ne sauroit définir : ce n’est ni chagrin, ni tristesse ; c’est une privation de tout plaisir, causée par je ne sai quoi dans nos organes ou dans les objets du dehors, qui au lieu d’occuper notre âme, produit un mal-aise ou dégoût, auquel on ne peut s’accoutumer. L’ennui est le plus dangereux ennemi de notre être, & le tombeau des passions ; la douleur a quelque chose de moins accablant, parce que dans les intervalles elle ramène le bonheur & l’espérance d’un meilleur état : en un mot l’ennui est un mal si singulier, si cruel, que l’homme entreprend souvent les travaux les plus pénibles, afin de s’épargner la peine d’en être tourmenté. »

Le philosophe genevois Jean-Jacques Rousseau évoquera l'ennui dans une lettre destinée à Monsieur d'Alembert, où l'on relèvera cette simple citation incluant le mot ennui : 
« Ah ! dignité, fille de l'orgueil et mère de l'ennui. »

Arthur Schopenhauer

Au siècle suivant, le philosophe allemand Arthur Schopenhauer, dans son ouvrage Le Monde comme volonté et comme représentation, considère toujours l'ennui comme un drame humain : 
« La vie oscille comme un pendule, de droite à gauche, de la souffrance à l’ennui : ce sont là les deux éléments dont elle est faite. »
Ce philosophe va donc plus loin que ses prédécesseurs dans son rejet et dans la vision négative de l'ennui. Schopenhauer  écrit aussi que le Paradis, censé récompenser les plus méritants, ne propose pas les turpitudes de l'Enfer, et par conséquent, présente le risque de « l'ennui éternel ».

De son côté, l'écrivain allemand Johann Wolfgang von Goethe écrit dans son recueil de pensées La seconde venue du Christ, une réflexion qui tempère la vision négative de l'ennui : 
« L'ennui est une mauvaise herbe, mais aussi une épice qui fait digérer bien des choses. »
Le XXe siècle

Dans son ouvrage Propos sur le bonheur, publié en 1925 le philosophe français Alain remarque : 
« Qui n'a point de ressources en lui-même, l'ennui le guette et bientôt le tient. »
La notion de « ressources » est plus large que la notion de travail ou d'activités. À notre époque, ces ressources peuvent recouvrir de nombreuses notions autant physiques qu'intellectuelles, aussi bien matérielles qu'abstraites. La sensation de vide intérieur et donc de désœuvrement reste tout de même sous-jacente et l'ennui peut s'associer à une forme d'angoisse, voire de désespoir 

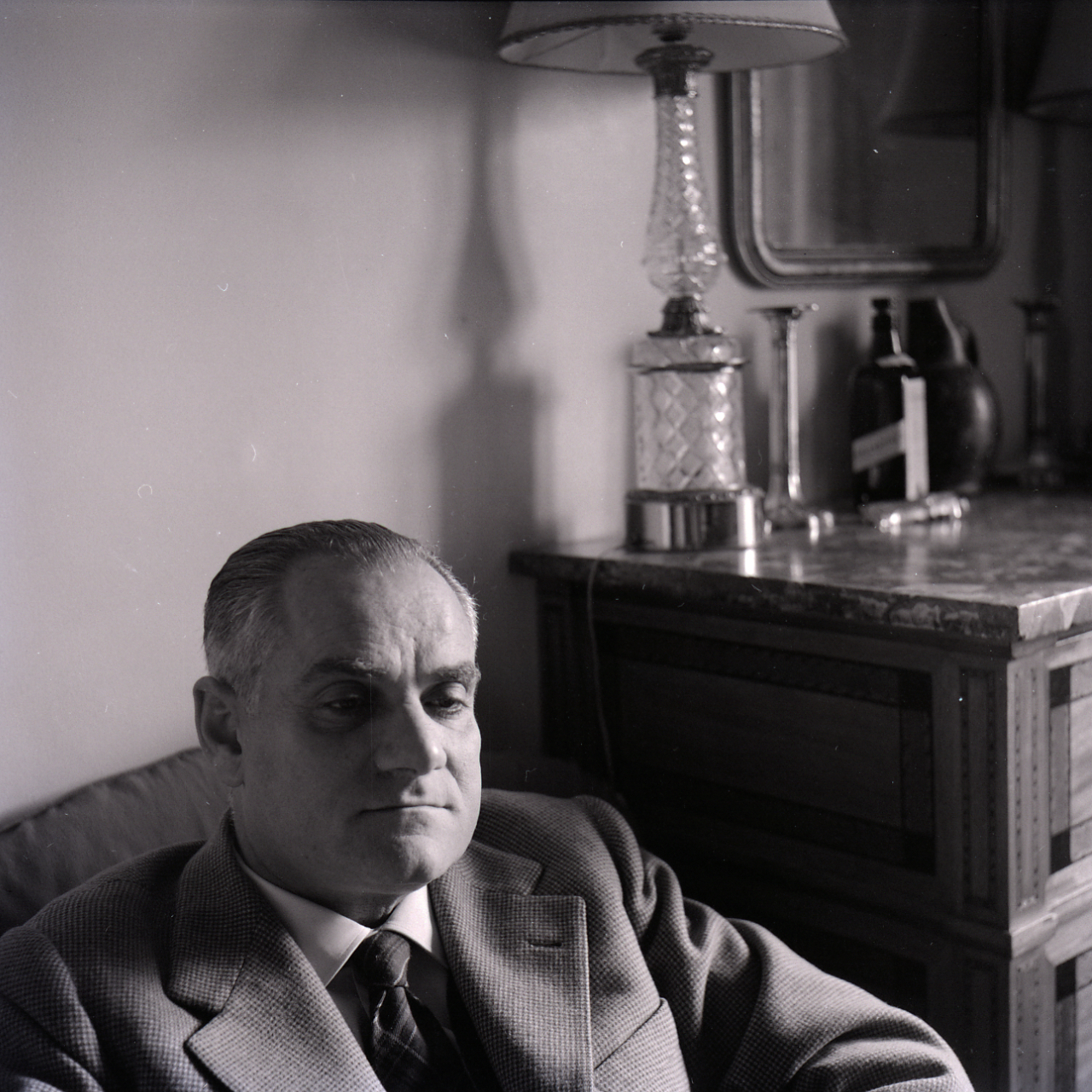
Alberto Moravia

En 1960, l'auteur italien Alberto Moravia, dans son roman L'Ennui, y ajoute la notion d'incommunicabilité. Dès le prologue, Dino nous donne sa propre définition de l'ennui : « L'ennui est pour moi véritablement une sorte d'insuffisance, de disproportion ou d'absence de réalité. » Il emploie alors trois métaphores pour illustrer son propos : une couverture trop courte, une panne d'électricité, une fleur flétrissant soudainement. Ce qui caractérise cet ennui consiste, en définitive, en une perte de croyance en la réalité. Prenant ensuite l'exemple d'un verre, il nous présente une expérience-limite : « Mais faites que ce verre se décompose et perde sa consistance de la façon que j'imagine, ou bien qu'il se présente à mes yeux comme quelque chose d'étranger, avec lequel je n'ai aucun rapport, en un mot s'il m'apparaît un objet absurde, alors de cette absurdité jaillira l'ennui, lequel est en fin de compte l'incommunicabilité et l'incapacité d'en sortir. ».
Trois ans plus tard (1963), le philosophe et musicologue français Vladimir Jankélévitch signe un essai philosophique dénommé L'Aventure, l'Ennui, le Sérieux. Cet ouvrage est considéré comme une première synthèse de sa pensée, où l’auteur donne sa vision sur la dimension temporelle de l'action, l'ennui représentant le présent, mais aussi comme un intervalle angoissant.
Le XXIe siècle

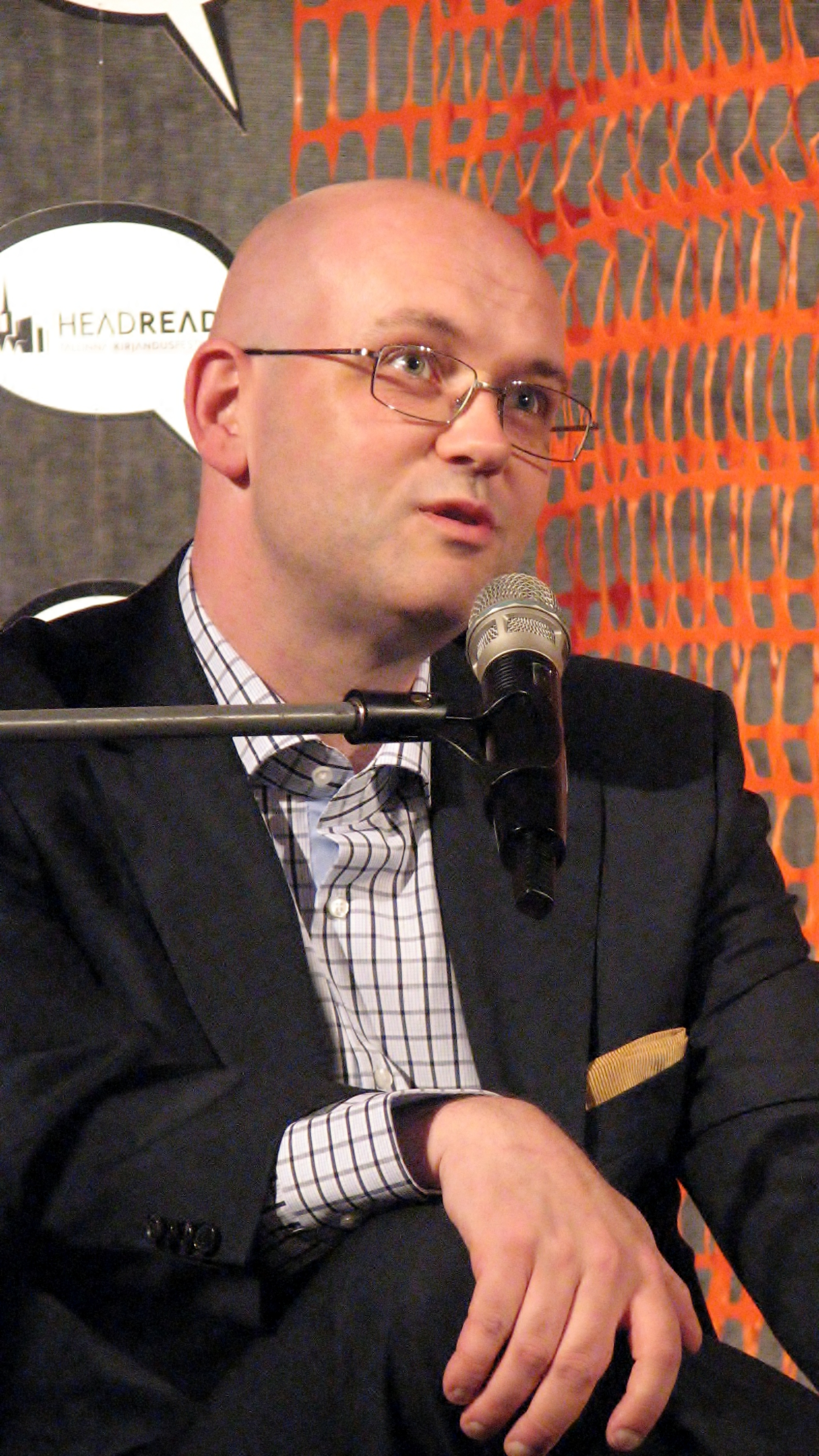
Lars Svendsen

Au début des années 2000, la première publication du livre du philosophe Lars Svendsen (en) Petite Philosophie de l'ennui en 1999 (en norvégien) a donné lieu à diverses interrogations dans la presse.
En France, en 2003, le magazine L'Express publie un article dans lequel est détaillé ce rapport contemporain à l'ennui. Extraits :
- « Depuis la seconde moitié du XXe siècle, nous avons vécu dans le culte de la suroccupation. Il fallait être à la limite de l'implosion. Un agenda surchargé était un signe de statut social élevé, alors que, pendant longtemps, l'oisiveté et l'ennui avaient été les marques de l'appartenance à la bonne société. « L'ennui est un phénomène tout à fait marginal jusqu'au XIXe siècle, explique Lars Svendsen. Il était réservé à la cour ou au clergé. D'ailleurs, le mot est récent. On ne le trouve pas dans la langue allemande avant 1740 et il n'est repéré en anglais qu'en 1760, plus tôt en France. » Avec le XVIIIe siècle se produit une chose très importante : nous devenons conscients de nous-mêmes en tant qu'individus. Jusqu'alors, nous n'existions qu'en tant que partie d'un grand tout. « À partir du XVIIIe siècle nous revient une mission : nous réaliser », poursuit Svendsen (en). La course est lancée. »
- « Mais quelque chose est en train de changer. Imperceptiblement. Notre société amorce une décélération. Nous sortons progressivement de l'apologie de la vitesse, de la ligne droite, pour aller vers une société nomade, affirme Jacques Attali, dont le prochain livre traitera de ce thème. L'ennui permet de vagabonder en soi, d'échapper aux contraintes utilitaires actuelles. »[19],[20]

Dans on ouvrage intitulé Petit éloge de l'ennui, publié en 2011, la psychanalyste Odile Chabriac reprend la définition de l'ennui qu'elle présente comme une « petite douleur, proche de l'angoisse » pour préciser ensuite qu'il « constitue davantage un inconfort psychique qu'une douleur véritable » et considère qu'il ne faut pas lier l'ennui à la mélancolie ou la dépression. Cet état serait donc lié à un simple état d'esprit, d'où le titre assez optimiste de son livre.

## Les indicateurs de l'ennui

### Le désintérêt et le désœuvrement
Toute personne en situation de désœuvrement, c'est-à-dire ressentant une forme d'inaction dans la durée, peut ressentir ce qu'on dénomme l'ennui. L'individu concerné réalise dès lors que son attention ne répond à aucun intérêt ou besoin, la notion de temps ayant une certaine importance et entraîne une sensation désagréable. Selon Frédéric Vengeon, enseignant, auteur d'un article sur l'ennui et l'enfant dans la lettre de l'enfance et de l'adolescence, « on ne s’ennuierait pas un certain temps mais tout le temps ».
Ce qui permet d'identifier ce désœuvrement, c'est l'état passif lié très souvent à une incapacité d'en discerner la raison ou la provenance, la plupart des personnes n'ayant pas forcément cherché de façon délibérée à se retrouver dans cette situation (hospitalisation, chômage, retraite, perte de certains repères ou simple fatigue, les raisons qui ont entraîné cet ennui sont multiples).

### Un faux indicateur, le bâillement
Cette contraction intense de certains muscles de la face, dénommé « bâillement » est un réflexe banal qui existe dès le stade fœtal chez de nombreux animaux, y compris les poissons est phylogénétiquement ancien.
Le bâillement est souvent associé à la fatigue mais aussi à l'ennui. En fait, selon certaines études scientifiques, le bâillement déclenché par le cerveau correspondrait à un phénomène de thermorégulation. Cependant, selon d'autres chercheurs, ce phénomène serait lié au cycle du sommeil servirait à stimuler la vigilance. Il serait également le signe révélateur de certains états dépressifs.
Ces différentes études permettent, tout de même, de conclure que la simple situation d'ennui ne serait donc pas suffisante pour entraîner ce réflexe partagé par de nombreuses espèces du règne animal.

### Un cas particulier, l'ennui scolaire

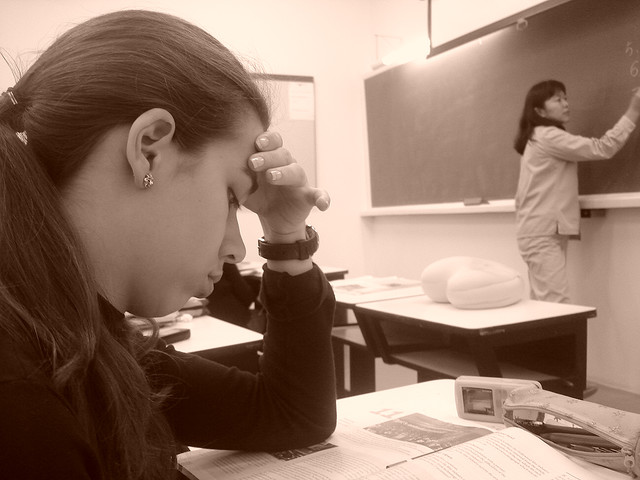
Ennui durant un cours

Durant la première décennie du XXIe siècle, certaines études et recherches effectuées en France ont permis de déterminer que la sensation d'ennui progresse chez les enfants scolarisés, cependant selon les analystes de ces études, il semblerait que le milieu scolaire soit l’occasion de se manifester dans cette sensation, sans en être la cause directe.
Selon l’enquête de Philippe Meirieu, pédagogue spécialiste des sciences de l'éducation et de la pédagogie, publié en 1998, « l’ennui est un signe parmi d’autres d’un dysfonctionnement de l’institution scolaire et de la transmission des savoirs ». Cette même enquête relève qu'il s'agit d'un sujet sensible qui peut entraîner des polémiques. Cependant, les solutions proposées par ce pédagogue relèvent du contexte pédagogique général et non d'une analyse structurelle sur l’ennui, qui n’était absolument pas le but de l’enquête.
Deux sondages effectués en 2001 et 2002 auprès de parents d'élèves révèlent que ceux-ci pensent qu'un nombre non négligeable de leurs enfants scolarisés en établissement s'ennuient en cours, mais ces sondages n'indiquent pas les raisons de ce sentiment.

## Causes et effets pathologiques de l'ennui

### Les troubles obsessionnels compulsifs
Selon une étude réalisée par des chercheurs de l'Institut universitaire en santé mentale de Montréal et de l'Université de Montréal, les personnes qui s'ennuient ou impatientes sont plus vulnérables à développer des troubles obsessionnels compulsifs, dénommés également sous l'acronyme « T.O.C », en relation avec leurs corps, comme le fait de s'arracher les cheveux (trichotillomanie), la peau (dermatillomanie), ou de manger ses ongles (onychophagie).

### La dysthymie
Bien que le trouble dysthymique soit médicalement considéré comme moins grave et moins intense que les symptômes de la dépression classique, la personne touchée peut présenter une humeur sombre ou irritable, manquer d'intérêt à des activités que la plupart des personnes trouvent amusantes.
La personne peut éprouver un manque d'énergie associée quelquefois à une fatigue ou une grande lassitude tout en présentant une faible estime de soi. la personne dysthymique peut donc ressentir dans sa vie de longues périodes d'ennui, liées à son état.

### La neurasthénie
Le terme psychopathologique de neurasthénie est souvent associé à l'anxiété, une certaine lassitude, une perte d'activité et de la joie de vivre. Bien que sa reconnaissance soit encore attestée dans certains manuels de diagnostics, elle est aujourd'hui considérée comme une affection mineure. À l'instar de la personne dysthymique, l'individu neurasthénique peut ressentir de longues périodes d'ennui. Le terme fut souvent utilisé dans la littérature évoquant la sensation d'ennui.

### Les troubles alimentaires
Dans certains cas, l'hyperphagie et La boulimie, formes sévères de troubles des conduites alimentaires, liée à des comportements compulsifs de consommation de nourriture, en grande quantité et qui visent à compenser un sentiment de mal-être. Selon certains témoignages, ces comportements peuvent être également liés à la solitude et l'ennui,.

### Le syndrome d'épuisement professionnel par l'ennui

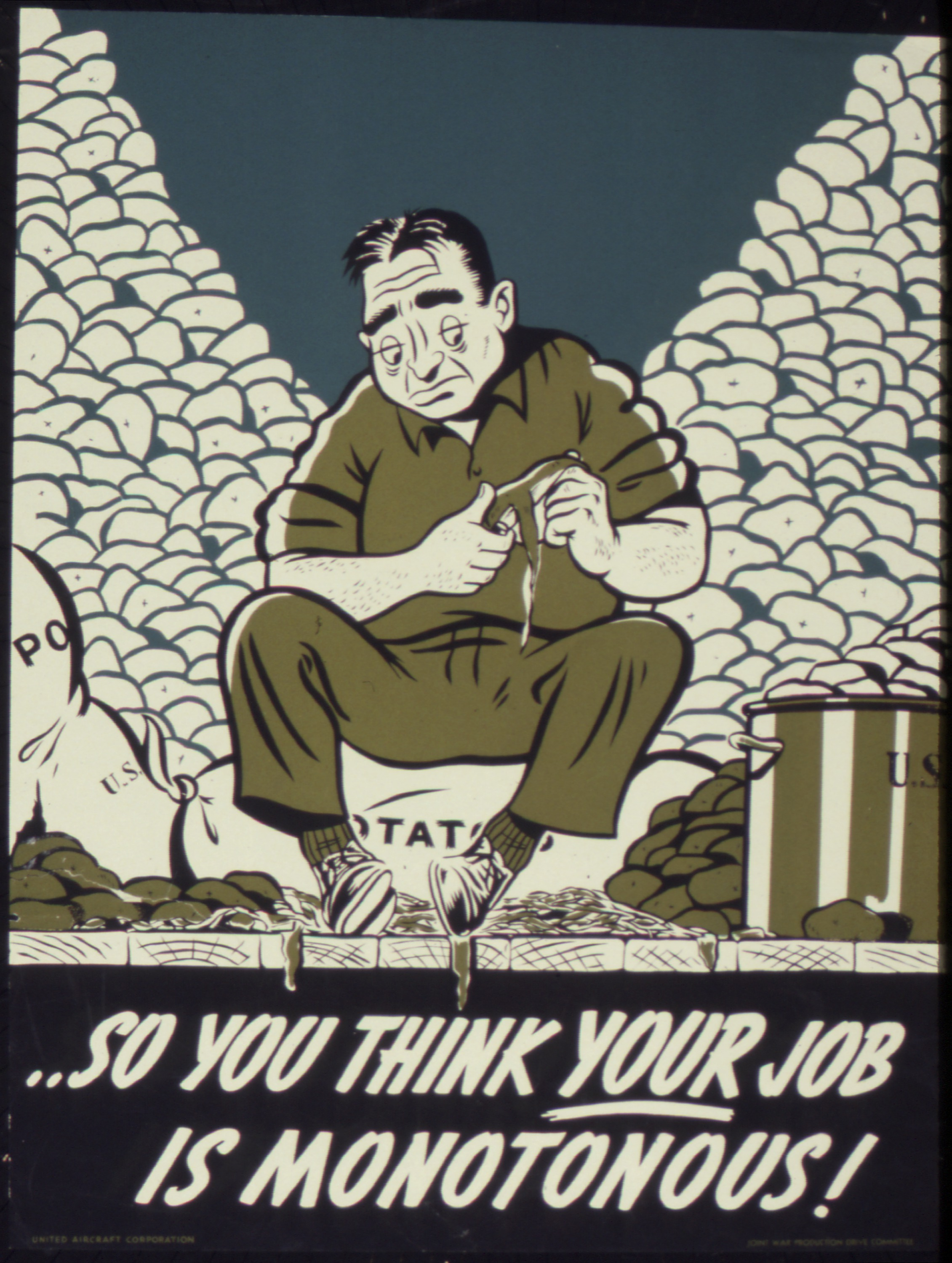
L'ennui au travail (affiche américaine)

Ce syndrome lié au syndrome d'épuisement professionnel, souvent dénommé par l'anglicisme boreout, déclenché par le manque de travail, l'ennui, dans le cadre professionnel est un trouble psychologique
Les premiers symptômes de l'ennui au travail sont la démotivation, l'anxiété et la tristesse. Sur le long terme, ceci peut engendrer un fort sentiment de dévalorisation de la personne concernée et peut se transformer en une dépression. Selon une enquête publié en mars 2019 par le site d'emploi Qapa, 63 % des Français s'ennuieraient au travail.

## L'ennui dans l'histoire
Curiosité de l'histoire de France, le terme « ennui » fut, avec cent-vingt ans d'écart, utilisé pour décrire l'état d'âme des français, par deux personnalités (la seconde s'inspirant du discours de la première) et précède, à chaque fois de quelques mois, une période de graves troubles politiques qui agitèrent le pays.

### Juillet 1847, «la France s'ennuie» par Alphonse de Lamartine

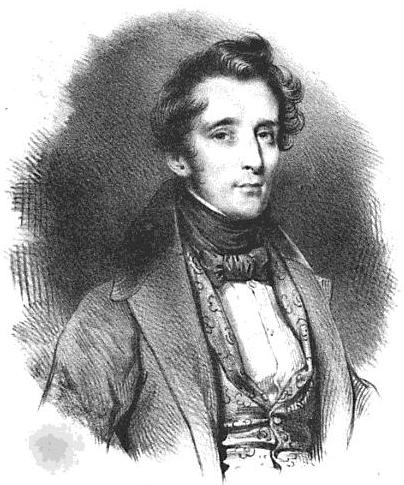
Alphonse de Lamartine

Le poète, écrivain et homme politique français Alphonse de Lamartine est un opposant au régime de la monarchie de Juillet et décide de dénoncer ce régime politique.
Le 18 juillet 1847, en qualité d'élu local, le poète fait un discours, à l'occasion d'un banquet à Mâcon, contre le régime et prévient les dirigeants politiques de son pays de l'imminence d'une révolte populaire. Celui-ci déclare devant ses concitoyens « J’ai dit un jour (à la chambre des députés): "La France s’ennuie !" [...] Je dis aujourd’hui : "La France s’attriste !" » Les mouvements révolutionnaires de 1848 se déclencheront, sept mois, après cette déclaration.

### Mars 1968, «la France s'ennuie» par Pierre Vianson-Ponté
Le 15 mars 1968, le journaliste français Pierre Viansson-Ponté publie un article dans le colonnes du journal le Monde, sous le titre « La France s'ennuie ». Son texte précise que « La jeunesse s’ennuie. Les étudiants manifestent, bougent, se battent en Espagne, en Italie, en Belgique, en Algérie, au Japon, en Amérique, en Égypte, en Allemagne, en Pologne même. Ils ont l’impression qu’ils ont des conquêtes à entreprendre, une protestation à faire entendre, au moins un sentiment de l’absurde à opposer à l’absurdité [...] un pays peut aussi périr d’ennui. ».
Le journaliste a repris la citation du poète sans savoir, à priori, que les événements de Mai 68 secoueraient la France, deux mois après la publication de son texte.

## L'ennui dans les arts et la culture

### Aspects littéraires de l'ennui

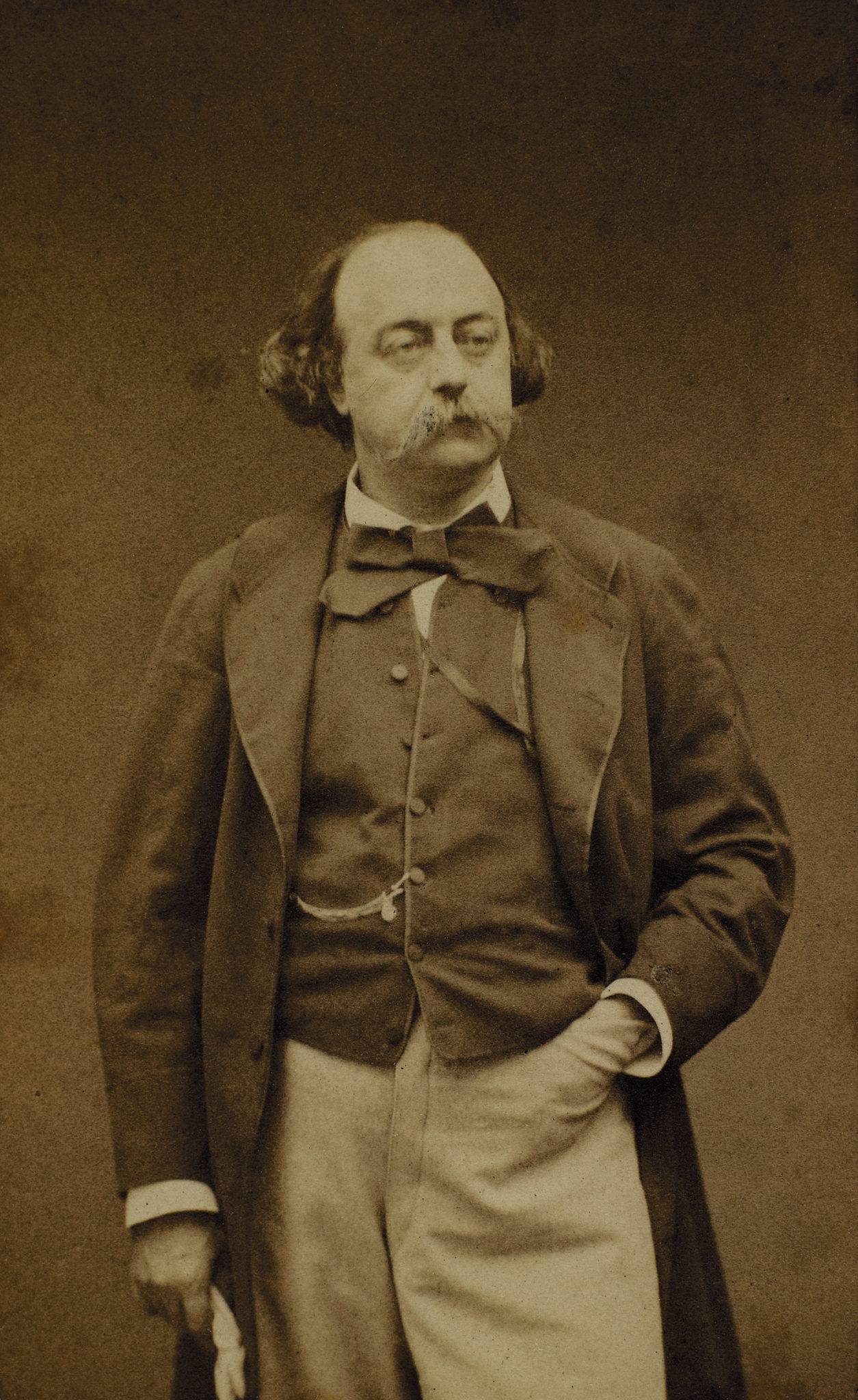
Gustave Flaubert

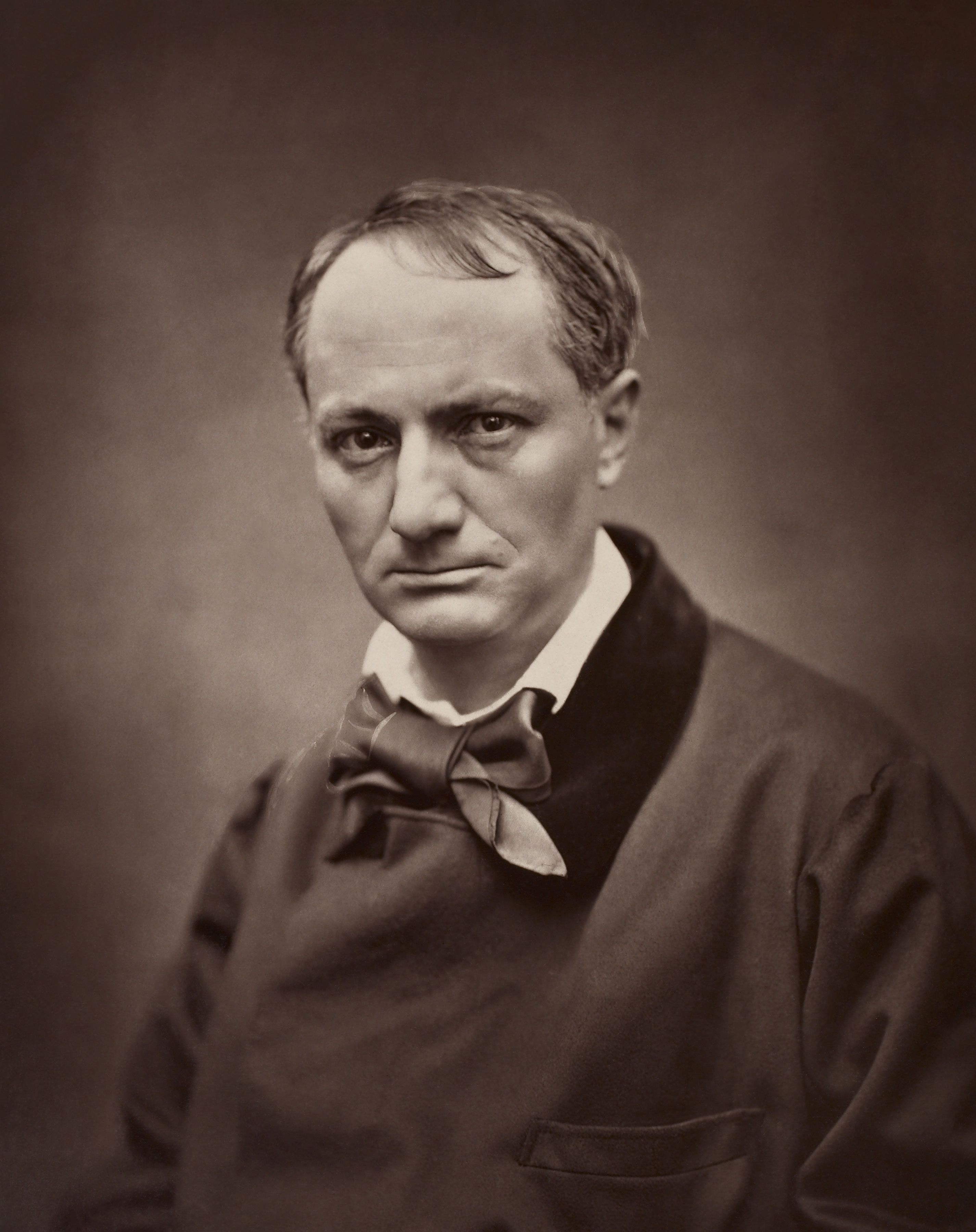
Charles Baudelaire

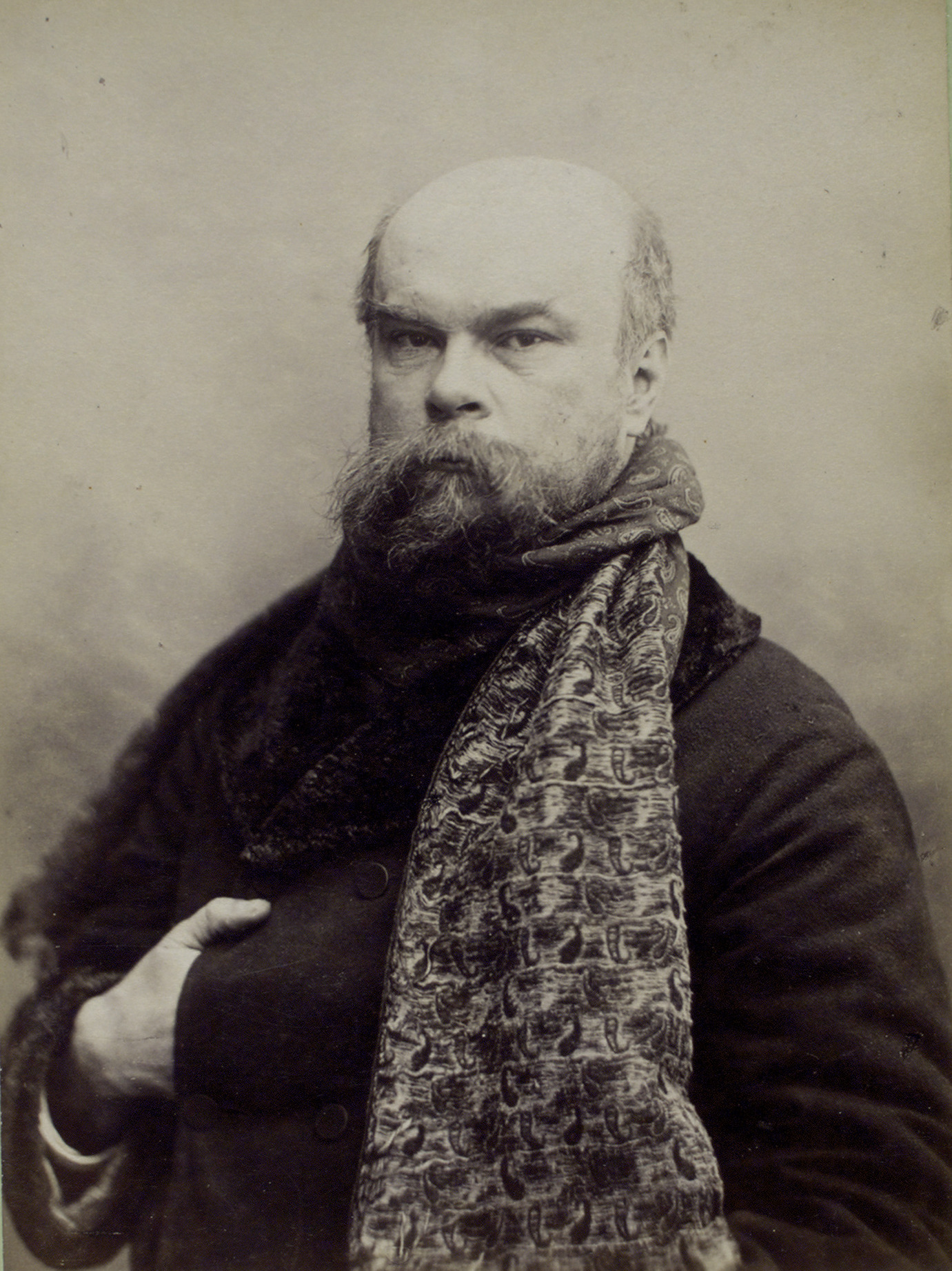
Paul Verlaine

#### Madame BovarydeGustave Flaubert
Dans le roman de cet auteur français du XIXe siècle, l'ennui a une place importante, car Emma Bovary, le personnage principal, épouse du Docteur Bovary qui se contente de sa petite vie de médecin de campagne, n’accepte pas la réalité de cette vie. L'ouvrage restera ainsi une référence à cet aspect de la vie d'une femme de la bourgeoise provinciale que le désœuvrement finira par conduire à un geste fatal. Dans sa critique publiée dans le moniteur français, l'écrivain Sainte-Beuve présente Madame Bovary en ces termes.
« Enfin une espèce de maladie la prend, que l'on qualifie de maladie nerveuse ; c'est comme une nostalgie, le mal du pays inconnu. »

#### Les Fleurs du maldeCharles Baudelaire
Le « spleen baudelairien » exprime un état d'asthénie morale qui comprend l'ennui, la nostalgie, la solitude et la culpabilité traduisant un profond mal de vivre, qui peut toucher au désespoir. Le poète l'exprime dans plusieurs poèmes de son recueil dénommé Les Fleurs du mal.

#### Le recueilBonheurdePaul Verlaine
Dans ce neuvième recueil poétique en vers, publié vers la fin du mois d'avril ou au début du mois de mai 1891, présente le poème titré L'ennui de vivre avec le monde. Cette œuvre commence par les vers suivants :
« 
L'ennui de vivre avec les gens et dans les choses

font souvent ma parole et mon regard moroses.

Mais d'avoir conscience et souci dans tel cas

exhausse ma tristesse, ennoblit mon tracas.
 »

#### Un roi sans divertissementdeJean Giono
Le titre de ce livre, publié en 1947 se base sur une citation du philosophe Blaise Pascal :
« Qu’on en fasse l’épreuve. Qu’on laisse un roi tout seul sans aucune satisfaction des sens, sans aucun soin dans l’esprit, sans compagnies, penser à lui tout à loisir, et l’on verra qu’un roi sans divertissement est un homme plein de misères. »
La référence à l'ennui et au désœuvrement est donc directe. C'est dans le monde figé du grand silence blanc de l'hiver montagnard du Trièves décrit par jean Giono dans son roman que cet ennui atteint son paroxysme qui peut conduire au meurtre ou au suicide.
Comme Pascal, comme Baudelaire, Jean Giono considère l'ennui comme « la plus grande malédiction de l'Univers ».

#### L'Ennuid'Alberto Moravia
Ce livre, au titre très explicite, décrit les troubles et les désirs d'un jeune homme appartenant à une riche famille de la noblesse romaine qui vit avec sa mère dans une somptueuse villa. celui-ci occupe ses journées en se consacrant à la peinture, sans être spécifiquement doué pour cet art. Ce roman appartient au courant contemporain de la littérature existentialiste.

#### Autres titres littéraires sur l'ennui

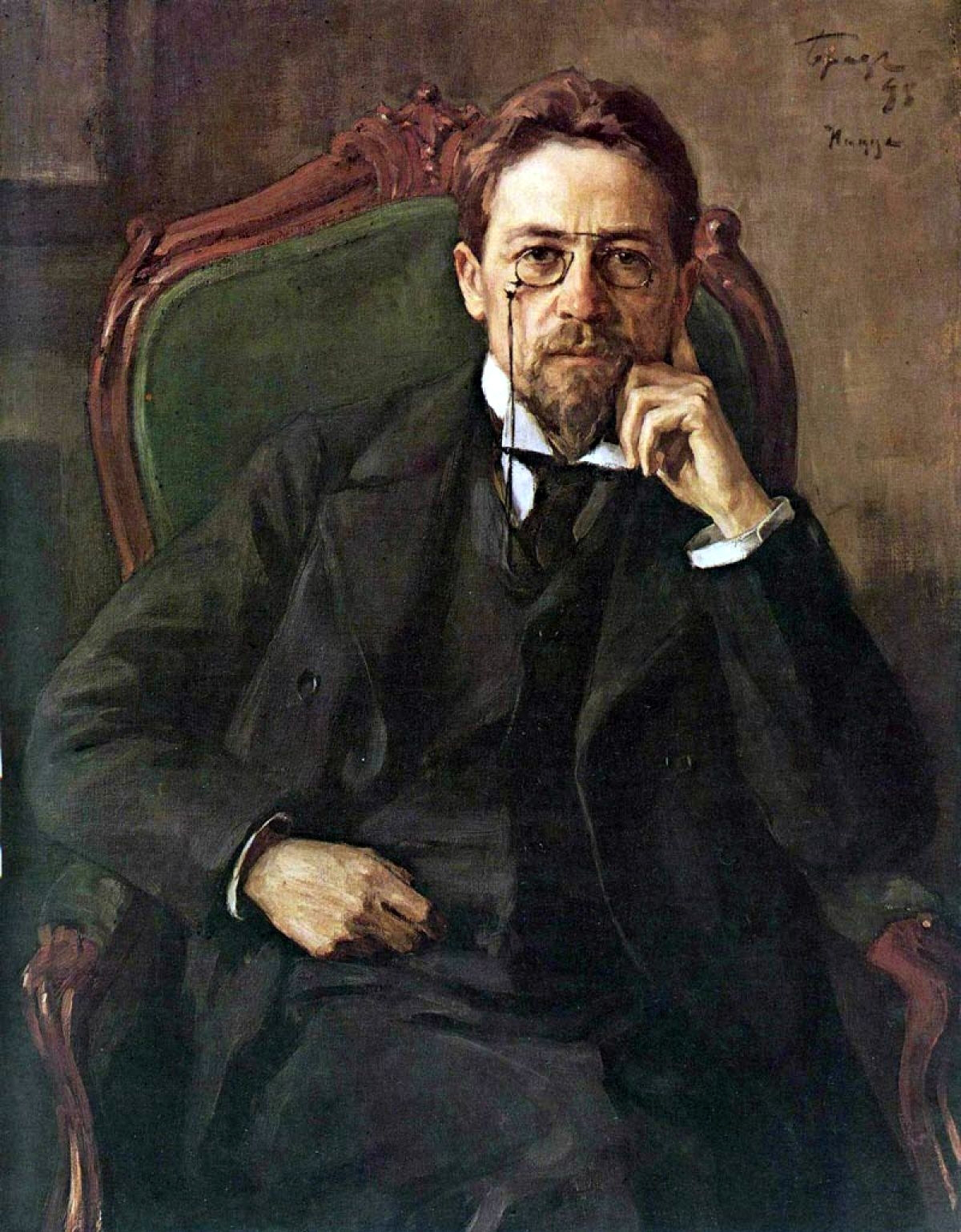
Anton Tchekhov

Au XIXe siècle, trois autres textes notables ont été publiés sur ce thème : Ennui existentiel également dénommé Les ennuis de l'existence, une nouvelle de l'écrivain russe Anton Tchekhov, parue en 1886 ainsi qu'une pièce  du même auteur, dénommée Les Trois Sœurs, écrite durant l'année 1900 et enfin, Fleurs d'ennuis, un roman de l'écrivain français, Pierre Loti, parue en 1882.
Au XXe siècle, deux textes notables : Le Désert des Tartares, un roman de l'écrivain italien, Dino Buzzati paru en italien en 1940 et la pièce de théâtre de l'écrivain irlandais Samuel Beckett, publiée en 1952 En attendant Godot.
Au XXIe siècle, L'ennui est une femme à barbe, un roman de l'écrivain canadien François Barcelo a été publié en 2001.

### Aspects cinématographiques de l'ennui
- 1963 : L'Ennui et sa diversion, l'érotisme est un film franco-italien réalisé par Damiano Damiani.

Ce film relate l'histoire d'un jeune homme riche et oisif qui veut tromper son ennui en se lançant dans la peinture, mais sans être doué pour cela. il fait cependant la connaissance d'une jeune modèle...
- 1935 : Le Monde où l'on s'ennuie, film français réalisé par Jean de Marguenat;
- 1965 : Pierrot le fou, franco-italien réalisé par Jean-Luc Godard;

Bien que ce film soit classé dans le genre des road movies, on peut y entendre la célèbre réplique prononcée par l'actrice Anna Karina, répétée plusieurs fois comme une litanie, accentuant ainsi son propos : « Qu'est ce que je peux faire ? J'sais pas quoi faire ! Qu'est ce que je peux faire ? J'sais pas quoi faire ! Qu'est ce que je peux faire ? J'sais pas quoi faire ! ».
- 1998 : L'ennui, réalisé par Cédric Kahn, est une adaptation du roman éponyme d'Alberto Moravia
- 2010 : Khaos, court métrage de Yannick Delhaye, qui raconte l'histoire d'un personnage rongé par l'ennui.
- 2013 : Ennui ennui, court métrage de Gabriel Abrantes, une parodie déjantée et surréaliste sur les rapports entre l'Occident et les intégristes afghans, les drones devenus humanoïdes, l'amour et le sexe.

### Évocation de l'ennui dans la chanson
- Serge Gainsbourg : Ce mortel ennui (Album Tel qu'elle 1958 - 1968, 2006);
- François Béranger : Tango de l'ennui (Album François Béranger, 1974);
- Léo Ferré : La Violence et l'Ennui (Album La Violence et l'Ennui, 1980);
- Renaud : Mimi l'ennui (Album Marche à l'ombre, 1980);
- Alain Souchon : On s'ennuie  (Album Rame, 1980);
- Jean-Claude Vannier : Petite musique d'ennui (Album Pauvre muezzin, 1980);
- Jeanne Mas : Mourir d'ennui  (Album Femmes d'aujourd'hui, 1986);
- Serge Lama : J'm'ennuie (Album Je t'aime, 1987);
- Les Rats (groupe) : Je m'emmerde  (Album Zarma et Craoued, 1988);
- Pierre Louki : Allô, viens, je m'emmerde   (Album ReTrouvailles, 1991);
- Christophe : J'aime l'ennui (Album Comm'si la terre penchait, 2001)
- Gérald de Palmas : Elle s'ennuie (Album Live 2002, 2002)
- Beautés vulgaires : Je m'emmerde  (Album Asile de fou, 2003);
- Alain Souchon : La vie Théodore (on s'ennuie tellement)  (Album La Vie Théodore, 2005);
- Pauline : J'aime l'ennui (Album Allô le monde, 2007);
- RoBERT : Les clichés de l’ennui (Album Haute Couture, 2007);
- Mylène Farmer : Je m'ennuie (Album Point de suture, 2008);
- Clarika : L'Ennui (Album live Moi en mieux, 2009);
- Thomas Dutronc : 	On ne sait plus s'ennuyer (Album Silence on tourne, on tourne en rond, 2011);
- Mathieu Boogaerts : Avant que je m'ennuie (Album Mathieu Boogaerts, 2012);
- Sanseverino : Le tango de l'ennui (réorchestration de la chanson de François Béranger, 2013)
- IAM : Géométrie de l'ennui (Album ...IAM, 2013);
- Le Rouge et le Noir (comédie musicale) : chanson Quel ennui par Julie Fournier (2017)

### Autres références à l'ennui
- Le groupe de rock japonais, originaire d'Osaka, Boredoms (ennuis)
- La série télévisée américaine, créée par Jonathan Ames, Bored to Death (Mourir d'ennui).
- Le groupe de rockabilly français, Les Ennuis commencent.

### Expressions comportant ou évoquant le mot ennui
- « S'ennuyer comme un rat mort »
- « S'ennuyer à mourir »
- « Tuer l'ennui »
- « Tromper l'ennui »
- « Avoir des ennuis »
- « S'attirer des ennuis »

La référence aux matières fécales est très fréquente et d'un usage assez ancien pour évoquer l'ennui (s'emmerder, se faire chier) ou les ennuis (être dans la merde, avoir des emmerdements/emmerdes).
Les termes embêtements, problèmes, embarras, tracas, tourments, soucis, évoquent également les ennuis à des degrés divers.

## Les bienfaits de l'ennui
L'ennui permet notamment de :
-devenir plus créatif car, en l'absence d'activité, le cerveau comblera ce manque par des choses diverses comme des pensées, des questionnements, des doutes, des souvenirs, des histoires et cetera...
-d'avoir plus d'attention car lorsque nous comblons notre ennui par des activités stimulantes notre cerveau, l'ennui nous semblera de plus en plus difficile à supporter.